# Kœur-la-Grande
Koeur-la-Grande é uma comuna francesa na região administrativa de Grande Leste, no departamento de Meuse. Estende-se por uma área de 12,32 km². Em 2010 a comuna tinha 166 habitantes (densidade: 13,5 hab./km²).